# Черкаси-ШВСМ
| Черкаси-ШВСМ    |                                                             |
| Ліга            | Чемпіонат України з хокею на траві                          |
| Країна          | Україна                                                     |
| Місто           | Черкаси                                                     |
| Кольори         |                                                             |
| Попередні назви | Спартак-ШВСМ                                                |
| Тренер          | Ліхацький А.Г.                                              |
| Капітан         |                                                             |
| Титули          | бронзовий призер Чемпіонату України 2003, 2006, 2007, 2015) |
| Офіційний сайт  | '                                                           |

«Черка́си-ШВСМ» — команда з хокею на траві, яка представляє Черкаси у вищій лізі на Чемпіонату України. Заснована 1996 року як «Спартак-ШВСМ». Тренер Ліхацький А.Г.
Клуб є чотириразовим бронзовим призером  чемпіонату України з хокею на траві.